# Маркзуль
Маркзуль (нім. Marksuhl) — громада в Німеччині, розташована в землі Тюрингія. Входить до складу району Вартбург.
Площа — 64,98 км2. Населення становить Невірний параметр metadata 16 063 052 ос. (станом на 31 грудня 2021).